# المينيون (فلم)
المينيون (بالإنجليزية: Minions) هو فيلم ثلاثي الأبعاد مُحرَّكٌ حاسوبيًا كوميدي أمريكي مبنيّ على مغامرات المخلوقات الصفراء التي ظهرت في سِلسلة أفلام أنا الحقير من إنتاج استديوهات إليمونيشن للترفيه وتوزيع يونيفرسل ستوديوز، كَتَب الفيلم بريان لينش ومن إخراج بيير كوفين وكايل بالدا وإنتاج كريس ميليداندري وجانيت هيلي. الفيلمُ مِن بطولَة ساندرا بولوك التي تُمثّل صوتَ الشريرة في الفيلم المدعوّة سكارليت أوفركيل وجون هام يؤدّي دورَ زوجها المخترع هير أوفركيل، بالإضافَة إلى مايكل كيتون وأليسون جاني وستيف كوجان وجيوفري راش.
عُرض الفيلم لأوّل مرة في 11 يونيو 2015 في سينما أوديون ليستر سكوير في لندن، المملكة المتحدة. وصدرَ بدور السينما في الولايات المتحدة يوم 10 يوليو 2015. وتلقّى تقييماتٍ مُتبايَنة؛ بعضُ النُقّاد أشادوا بالنواحي الكوميديّة في الفيلم، ورأى آخرون أنّ تلك المخلوقات الصفراء لم تكن قادِرة على حَمل الفيلم. نَجَح الفيلم في شُبّاك التذاكِر وحَصد ما يُقارب 115 مليون دولار في أسبوع افتتاحِه، وقت وصلت إيراداتُه لأكثَر من مليار دولار حولَ العالم مُقابِل ميزانيّة بلغت 74 مليون دولار، مما جَعله في الترتيب العاشِر لقائمة أعلى الأفلام دَخلاً وفي الترتيب الثاني لقائمة أعلى أفلام الأنميشن دَخلاً.

## القصّة
المينيون تلك المخلوقات الصفراء التي وُجدَت وتَطوَّرَت من خليّة واحِدَة منذ بدء التاريخ لديها هدَفٌ واحِدٌ تُفنِي فيه حياتها وهو خدمَة الأشرار الأكثر شرًا ورُعبًا في العالم. بعد أن لَقِيَ جميع أسيادَهُم الأشرار حتفهم بما في ذلك الـتيرانوصور وجنكيز خان ودراكولا ونابيلون يقررون عَزْلّ أنفسهم عن العالم والانتقال للعيشِ في القطب الجنوبي. وخلالَ إِقامتهم هُناك في وقت ما من عقد 1960، يَشعرونَ بالمَللِ والاكتِئاب لعَدَمِ وُجودِ سيّد شريرٍ يرأسُهم، لذا يَطرح عَليهم (كيفين) خُطّةً لإيجادِ سيّد جَديد.

## طاقَم العَمَل
- بيير كوفين بدور كيفن وبوب وأصوات المينيون الأُخر.
- ساندرا بولوك بدور سكارليت أوفركيل.
- جون هام بدور المخترع هير أوفركيل وهوَ زوج سكارليت.
- مايكل كيتون بدور والتر نيلسون.
- أليسون جاني بدور مايج نيلسون.
- ستيف كوجان بدور البروفيسور فلوكس وحارِس البُرج.
- جيوفري راش بدور الرواي.
- جينيفر سوندرز بدور الملكة إليزابيث الثانية.
- هيرويوكي ساندا بدور مصارع السومو.
- تارا سترونج بدور ابنة والتر ومايج.
- ستيف كارل بدور غرو الشاب، وهوَ سيّد المينيون في سلسلة أفلام أنا الحقير.

## الإنتاج
في يوليو 2012 أعلَنت كُلّ مِن إليمونيشن للترفيه ويونيفرسل ستوديوز أنّ المَخلوقات الصَفراء من فيلم Despicable Me ستَحصُل على فيلمٍ خاصّ بِها. وفي أغسطس 2012، أُعلِنَ أن الفيلم سَيَصدُر في 19 ديسمبر 2014. ثم في فبراير 2013، انضمّتْ ساندرا بولوك لطاقَم العَمَل مُعلِنَةً بذلك تأديتها صوتَ سكارليت أوفركيل، وبعدها بشهرَيْن انضم جون هام ليلعَبَ دور زوجِها المُخترِع هير أوفركيل. ثُمّ أُجّل موعُدُ عَرضِ الفيلم من ديسمبر 2014 حتّى يوليو 2015. ولعلّ من أهمّ الأسباب التي أدّت لذلك هي صُدور الجزء الثاني من فيلم أنا الحقير الذي نال اسْتِحسَانًا عالميًا ليأخُذَ حقّه الجماهيريّ. وفي 3 نوفمبر 2014، صدَرَ العرض الدعائي الأول للفيلم عبر القناة الرسميّة للشَرِكَة في موقع اليوتيوب، ثُمّ صَدر العرض الدعائي الثاني في 3 فبراير 2015.

## الإصدار
تم العرضُ الأوّل للفيلم في 11 يونيو 2015 في سينما أوديون ليستر سكوير في لندن، المملكة المتحدة. وفي 17 يونيو 2015، صَدَر بدور السينما في كُلٍّ من إندونيسيا وأستراليا. وفي اليومِ التالي بدأ عَرضُه في ماليزيا وسنغافورة. كما عُرِضَ في مهرجان آنسي الدولي لأفلام الرسوم المتحركة في فرنسا. وصدر بدور السينما في المملكة المتحدة في 26 يونيو 2015 والولايات المتحدة يوم 10 يوليو 2015، وفي العالم العربي صدر في مصر 8 يوليو 2015، وفي الإمارات بتاريخ 16 يوليو 2015.

### التسويق
صدر الفيديو الدعائي الأول للفيلم في 3 نوفمبر 2014 عبر اليوتيوب. كما أصدرت سلسلة مطاعم ماكدونالدز وجبة هابي ميل خاصّة بالفيلم في 3 يوليو 2015. ونُشر تزامُنًا مع الفيلم سلسِلةُ قِصصٍ مُصوّرة مبنيّةٌ على الفيلم وهوَ من إصدارات Titan Comics. السِلسلة عِبارَة عن 4 قِصص، وهيَ من رَسم ديديير آه-كوون ورينود كولين. وقد صَدر العددُ الأوّل في 17 يونيو 2015. وقد بلغت ميزانية إعلانات الفيم على التلفاز أكثر من 26 مليون دولار.

### الإصدار المنزلي
صدر الفيلم على أقراص Blu-ray وDVD في 16 دوفمبر 2015 في المنطقة الثانية، وفي 8 ديسمبر 2015 في منطقة أمريكا الشماليّة. وقد أتى الفيلم مع ثلاثةِ أفلام قصيرة.

## الاستِقبال الجماهيري

### شُبّاك التذاكِر
بلغتْ ميزانية الفيلم 74 مليون دولار، وحقّق في أسبوعِ افتتاحِه 115.2 مليون دولار في أمريكا الشماليّة و280.5 حولَ العالَم؛ وبذلك يكونُ مجموع ما حقّقه من إيرادات خِلال الأسبوع الأوّل 395.7 مليون دولار. ووصولًا إلى 2 أغسطس 2015، كانَ الفيلمُ قد حقّق 287.4 مليون دولار في الولايات المتحدة و567.3 مليون دولار في باقي أنحاء العالم، ليكون مجموعُ ما حقّقه 854.7 مليون دولار. ثُم نمت أرباحُه لتصِلَ إلى أكثر من 1.1 مليار دولار.

### آراء النُقّاد
لَقِيَ الفيلم مُراجعاتٍ مُتبايَنة من النُقّاد، وأعطِيَ دَرجة 54% بناءً على 173 تقييم وما متوسّطه 5.8/10 في موقع الطماطم الفاسدة. وفي موقع ميتاكريتيك حصل الفيلم على درجة 56 من 100 بناءً على 35 مُقيّم.

## وصلات خارجيّة
- الموقع الرسمي
- مقالات تستعمل روابط فنية بلا صلة مع ويكي بيانات

لا توجد روابط لمواقع التواصل الاجتماعي.